# Handebol nos Jogos Olímpicos de Verão de 2008
O handebol nos Jogos Olímpicos de Verão de 2008 foi disputado entre os dias 9 e 24 de agosto no Estádio Nacional Indoor e no Ginásio Centro Esportivo Olímpico em Pequim, na China.

## Calendário
| Agosto   | 6 | 7 | 8 | 9 | 10 | 11 | 12 | 13 | 14 | 15 | 16 | 17 | 18 | 19 | 20 | 21 | 22 | 23 | 24 |
| -------- | - | - | - | - | -- | -- | -- | -- | -- | -- | -- | -- | -- | -- | -- | -- | -- | -- | -- |
| Handebol |   |   |   |   |    |    |    |    |    |    |    |    |    |    |    |    |    | 1  | 1  |

|  | Dia de competição |  | Dia de final |

## Eventos

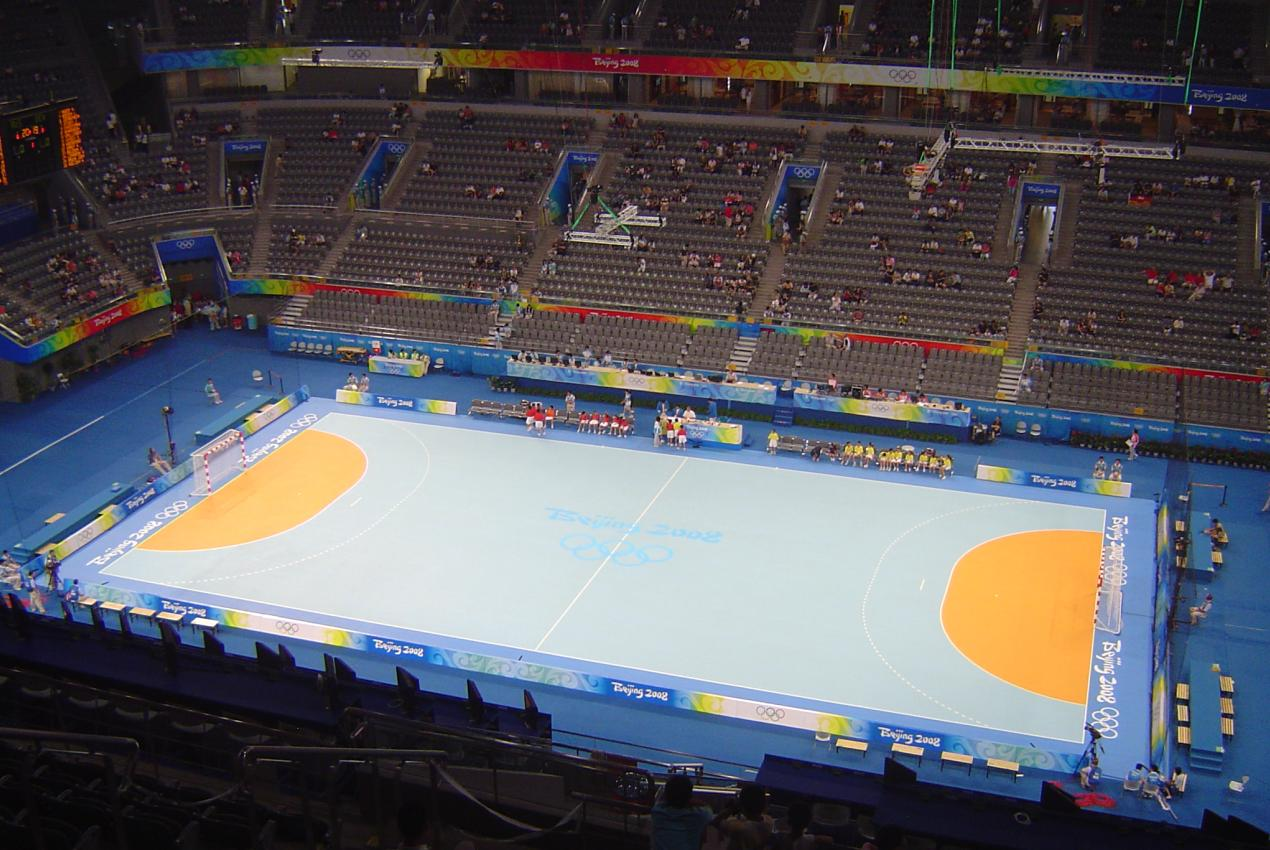
Quadra de handebol no Estádio Nacional Indoor de Pequim.

- Torneio masculino (12 equipes)
- Torneio feminino (12 equipes)

## Medalhistas
| Evento             | Ouro | Prata | Bronze |
| ------------------ | --- | --- | --- |
| Masculino detalhes | Didier Dinart Cédric Burdet Guillaume Gille Bertrand Gille Daniel Narcisse Olivier Girault Daouda Karaboué Nikola Karabatić Christophe Kempe Thierry Omeyer Joël Abati Luc Abalo Michaël Guigou Cédric Paty FRA França                                                             | Björgvin Páll Gústavsson Logi Geirsson Sigfús Sigurðsson Ásgeir Örn Hallgrímsson Arnór Atlason Guðjón Valur Sigurðsson Snorri Steinn Guðjónsson Ólafur Stefánsson Sturla Ásgeirsson Alexander Petersson Hreiðar Guðmundsson Sverre Andreas Jakobsson Róbert Gunnarsson Ingimundur Ingimundarson ISL Islândia | José Javier Hombrados Alberto Entrerríos Albert Rocas Raúl Entrerríos Rubén Garabaya Carlos Prieto Jon Belaustegui Demetrio Lozano David Davis David Barrufet Juanín García Iker Romero Cristian Malmagro Víctor Tomás ESP Espanha |
| Feminino detalhes  | Kari Aalvik Grimsbø Katja Nyberg Ragnhild Aamodt Gøril Snorroeggen Else-Marthe Sørlie Lybekk Tonje Nøstvold Karoline Dyhre Breivang Kristine Lunde Gro Hammerseng Kari Mette Johansen Marit Malm Frafjord Tonje Larsen Katrine Lunde Haraldsen Linn-Kristin Riegelhuth NOR Noruega | Inna Suslina Irina Poltoratskaya Oxana Romenskaya Liudmila Postnova Anna Kareeva Ekaterina Andryushina Yana Uskova Elena Polenova Emiliya Turey Natalia Shipilova Maria Sidorova Ekaterina Marennikova Elena Dmitrieva Irina Bliznova RUS Rússia                                                             | Oh Yong-ran Kim On-a Huh Soon-young Song Hai-rim Kim Nam-sun Kim Cha-youn Oh Seong-ok Hong Jeong-ho Park Chung-hee Lee Min-hee An Jung-hwa Bae Min-hee Choi Im-jeong Moon Pil-hee KOR Coreia do Sul                                |

## Quadro de medalhas

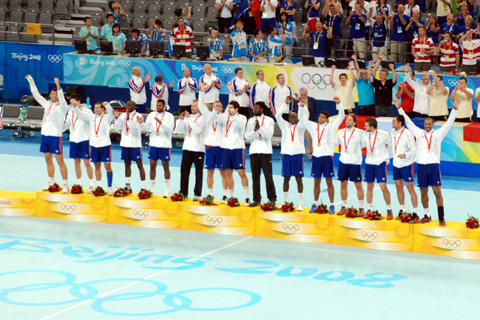
Equipe francesa conquistou a medalha de ouro no torneio masculino.

| Ordem | País              | Medalha de ouro | Medalha de prata | Medalha de bronze |   | Ordem por total |
| ----- | ----------------- | --------------- | ---------------- | ----------------- | - | --------------- |
| 1     | FRA França        | 1               |                  |                   | 1 | 1               |
| 1     | NOR Noruega       | 1               |                  |                   | 1 | 1               |
| 3     | ISL Islândia      |                 | 1                |                   | 1 | 1               |
| 3     | RUS Rússia        |                 | 1                |                   | 1 | 1               |
| 5     | KOR Coreia do Sul |                 |                  | 1                 | 1 | 1               |
| 5     | ESP Espanha       |                 |                  | 1                 | 1 | 1               |
| TOTAL | TOTAL             | 2               | 2                | 2                 | 6 | —               |